# Maxwell (Nebraska)
Maxwell je selo u američkoj saveznoj državi Nebraska. Prema popisu stanovništva iz 2010. u njemu je živjelo 312 stanovnika.